# Trematodon puteensis
Trematodon puteensis är en bladmossart som beskrevs av Bescherelle 1898. Trematodon puteensis ingår i släktet tranmossor, och familjen Bruchiaceae. Inga underarter finns listade i Catalogue of Life.